# Chotyně
Chotyně è un comune della Repubblica Ceca facente parte del distretto di Liberec, nella regione omonima.

## Monumenti e luoghi d'interesse
- Castello di Grabštejn